# Robert Peel
Pour les articles homonymes, voir Peel.
Robert Peel, né le 5 février 1788 à Ramsbottom dans le Lancashire et mort le 2 juillet 1850 à Londres, est un homme d'État britannique du XIXe siècle. Premier ministre du Royaume-Uni de 1834 à 1835 puis de 1841 à 1846, il favorise le passage de l'économie de son pays au système du libre-échange. Il exerce également les fonctions de chancelier de l'Échiquier au cours de son premier mandat et de secrétaire d'État à l'Intérieur de 1822 à 1827 et de 1828 à 1830.
Issu d'un milieu aisé, il effectue une scolarité brillante à Oxford et est élu pour la première fois député en 1809. Il s'affirme rapidement comme l'une des étoiles montantes du Parti tory et, après avoir occupé divers postes gouvernementaux, intègre le cabinet en 1822 en tant que ministre de l'Intérieur. Fidèle soutien du duc de Wellington, il mène plusieurs réformes judiciaires et se prononce, à la fin des années 1820, en faveur de l'acte d'émancipation des catholiques.
Dans l'opposition de 1830 à 1834, Peel est nommé Premier ministre en novembre de la même année, mais pour une durée de seulement quatre mois, au cours desquels il édicte le « manifeste de Tamworth », considéré comme l'acte fondateur du Parti conservateur actuel. Il cède le pouvoir aux libéraux et retourne dans l'opposition jusqu'en 1841. Il reprend alors la tête du gouvernement et se maintient au pouvoir pendant cinq ans. Son second mandat est marqué par la création de l'impôt sur le revenu, la réforme du système bancaire et la promotion du libre-échange, en particulier la suppression des Corn Laws en réponse à la grande famine irlandaise. L'adoption de cette dernière mesure, contraire à la position majoritaire des tories, précipite la chute du gouvernement Peel.
Jusqu'à sa mort, Peel conserve une grande influence au sein de son parti en tant que chef de la faction peelite. L'historien britannique A. J. P. Taylor écrit que « Peel figura au premier rang des hommes d'État du XIXe siècle. Il arracha l'émancipation des catholiques ; abrogea les Corn Laws ; et créa le Parti conservateur moderne sur les ruines de l'ancien toryisme ».

## Biographie

### Jeunesse

Écu de la famille Peel.

Robert Peel naît à Chamber Hall près de Bury, dans le Lancashire. Il est le fils de Sir Robert Peel, l'un des plus riches fabricants de textile du début de la Révolution industrielle, et de son épouse Ellen Yates. Son père, qui est membre de la Chambre des communes de 1790 à 1820, est à la tête d'une entreprise qui emploie environ 15 000 personnes en 1802. La famille déménage en 1798 dans le Staffordshire et s'installe dans le manoir de Drayton, non loin de Tamworth.
Son éducation se déroule sous la houlette d'un ecclésiastique de Bury puis dans une école religieuse de Tamworth. Il a peut-être fréquenté l'école secondaire de Bury ou bien celle d'Hipperholme dans le Yorkshire de l'Ouest, même si les preuves qui en attestent sont plus anecdotiques que formelles. Il intègre la prestigieuse Harrow School en janvier 1801. Quoique peu assidu — il aime à se promener et à s'exercer au tir dans la campagne environnante —, il excelle en latin et en grec. C'est également à cette époque qu'il fait la connaissance de Lord Byron, lequel déclare par la suite que lui et Peel « étions en bons termes » et que « j'étais toujours couvert d'égratignures, lui jamais ». Le jour de la cérémonie de remise des prix en 1804, Peel et Byron participent à une représentation de l'Énéide de Virgile, le premier dans le rôle de Turnus et le second dans celui de Latinus.
Son diplôme d'Harrow en poche, Peel réside un temps chez son père à Londres et assiste en spectateur aux débats à la Chambre des communes. En octobre 1805, il est admis au Christ Church à Oxford. Pratiquant le cricket et l'aviron, il travaille avec acharnement et — fait inédit dans l'histoire de l'institution — est reçu premier en littérature et en mathématiques à sa sortie de l'école en novembre 1808. Il étudie ensuite le droit à Lincoln's Inn en 1809 et assume en parallèle des responsabilités militaires : capitaine de la milice de Manchester en 1808, il est lieutenant de la cavalerie yeomanry du Staffordshire en 1820.

### Entrée en politique
Le jeune Peel fait son entrée en politique à 21 ans, en tant que candidat conservateur, à la Chambre des communes pour le « bourg pourri » (petite circonscription dont on peut contrôler l'électorat) irlandais de Cashel, dans le comté de Tipperary. Avec seulement 24 électeurs inscrits dans cette circonscription, il est élu sans opposition. Son soutien à l'élection, outre son père, est le général Arthur Wellesley, futur duc de Wellington. Son premier discours aux Communes fait sensation, et est décrit par le speaker de la Chambre des communes comme « le meilleur premier discours depuis celui de William Pitt le Jeune ».
Dans les années suivantes, Peel change de circonscription à deux reprises, d'abord en 1812 où il est représentant de Chippenham puis en 1817 en étant élu député d'Oxford University. Il entre au gouvernement en 1810 en qualité de sous-secrétaire d'État à la Guerre et aux Colonies, chargé de la correspondance avec ces dernières. Secrétaire d'État pour l'Irlande de 1812 à 1818 ― la plus longue durée à ce poste pour un individu au XIXe siècle ―, il réprime l'agitation provoquée par les catholiques irlandais et provoque en duel Daniel O'Connell, l'une des principales figures de ce mouvement, après que celui-ci l'a accusé de couardise (la rencontre n'a finalement pas lieu).
Selon son biographe John Prest, « rien dans l'éducation de Peel ne lui avait donné l'imagination historique nécessaire pour questionner la légitimité de la domination britannique en Irlande, et il se rallia avec entrain à un régime enfermé dans le bien-fondé de ses lois pénales et de l'ascendance protestante ». Sur place, il favorise l'élection de parlementaires protestants, lutte contre les organisations représentatives catholiques et lie la prégnance de cette religion parmi les habitants à l'arriération économique du pays.
En 1819, il est choisi pour présider le comité chargé de stabiliser les finances britanniques après les guerres napoléoniennes.

### Secrétaire d'État à l'Intérieur
Il est peu à peu considéré comme l'une des étoiles montantes du Parti tory, et est nommé en 1822 secrétaire d'État à l'Intérieur. Il met en œuvre une série de réformes importantes du droit pénal britannique. Il réduit ainsi le nombre de crimes punissables de la peine de mort (même si cela ne diminue pas le nombre des exécutions) et abroge une grande partie des lois pénales tout en consolidant les dispositions des autres (Peel's Acts). Ce processus de simplification a pour objectif d'aboutir à un compromis entre, selon la formule de Peel, « la redondance de notre législation et la concision du code français ». En 1823, il initie en outre une réforme du système des prisons, qui instaure une rémunération pour les geôliers et un encadrement éducatif pour les détenus.
Il démissionne du gouvernement lorsque Lord Liverpool, frappé d'incapacité en 1827, cède sa place à George Canning. Ce dernier, favorable à l'émancipation catholique qui accorde aux catholiques romains l'égalité politique, trouve en Peel un farouche adversaire. Canning meurt moins de quatre mois plus tard, et après un bref cabinet Goderich, Peel retourne au ministère de l'Intérieur dans le gouvernement de son allié de toujours, le duc de Wellington. Il devient, à ce moment-là, le numéro deux du Parti tory, derrière Wellington lui-même. Son travail de « consolidation » de l'appareil judiciaire se poursuit : les 92 dispositions légales sur le vol, dont certaines remontent au XIIIe siècle, sont ainsi fusionnées en quatre lois seulement en 1827, de même que celles relatives aux crimes contre les personnes qui passent de 57 à une en 1828.
Les pressions exercées sur le nouveau gouvernement par les avocats de l'émancipation catholique sont grandes et Peel prend progressivement conscience du caractère explosif de la situation irlandaise. Il fait voter en 1829 l'acte d'émancipation, idée à laquelle il s'est pourtant opposé de longue date, ce qui lui a d'ailleurs permis, en 1817, d'obtenir facilement un siège aux Communes dans le « rotten borough » de l'université d'Oxford. Seulement, son revirement l'oblige en 1830 à changer de fief, un autre rotten borough, Westbury. En outre, son soutien à l'acte d'émancipation le déconsidère aux yeux de nombreux tories ; selon l'historien Norman Gash, Peel avait été « le champion idolâtré du Parti protestant ; ce dernier le regardait à présent comme un paria ».
Sous son ministère, en septembre 1829, il procède à la réorganisation des forces de police métropolitaines de Londres, qui sont rassemblées en un corps unique d'environ 3 000 hommes chargé de sécuriser les rues et de maintenir l'ordre. Conformément aux principes de Peel, qui inspirent encore le code éthique de la police britannique, les armes à feu sont interdites au profit de l'utilisation de la matraque, ce qui est un changement majeur à une époque où les émeutes sont souvent réprimées dans le sang et contribue à instaurer des relations plus harmonieuses entre les agents et la population. Norman Gash considère néanmoins que la décision de Peel n'est pas tant une innovation audacieuse qu'une systématisation, avec un financement accru, de pratiques informelles existantes. Les policiers britanniques sont par la suite appelés Bobbies (diminutif de Robert) ou Peelers en hommage à leur fondateur.

### Dans l'opposition aux whigs (1830-1834)
Cependant, Wellington, opposé à toute réforme parlementaire, mène une politique réactionnaire qui le fait surnommer « duc de fer ». Son refus de toute réforme ayant déclenché des troubles sociaux, il est contraint de démissionner en 1830 en faveur des libéraux de Lord Grey. La même année, Peel hérite du titre de baronnet de son père.
Peel se montre d'emblée très hostile à l'ambitieux projet de réforme parlementaire porté par les whigs, affirmant à la Chambre des communes que cela ne saurait être une réponse aux troubles économiques. Le soutien à la réforme est cependant bien présent au sein de la population et les whigs triomphent lors des élections générales convoquées par le roi en mai 1831. Lorsque la Chambre des lords fait connaître son opposition au projet de loi, de violentes émeutes éclatent dans le pays, dont certaines à proximité de la résidence de Peel à Drayton, que son épouse Julia s'empresse de mettre en état de défense. Excédé par les tentatives des lords de vider le contenu de la loi de sa substance, le gouvernement whig offre sa démission à Guillaume IV, qui se tourne vers Wellington pour former un cabinet tory sur la promesse de faire adopter à son tour une loi de réforme. Cette solution de compromis déplaît fortement à Peel qui refuse de s'y associer et les whigs se maintiennent au pouvoir. Le Reform Act est finalement voté le 7 juin 1832.

### Premier ministre (1834-1835)

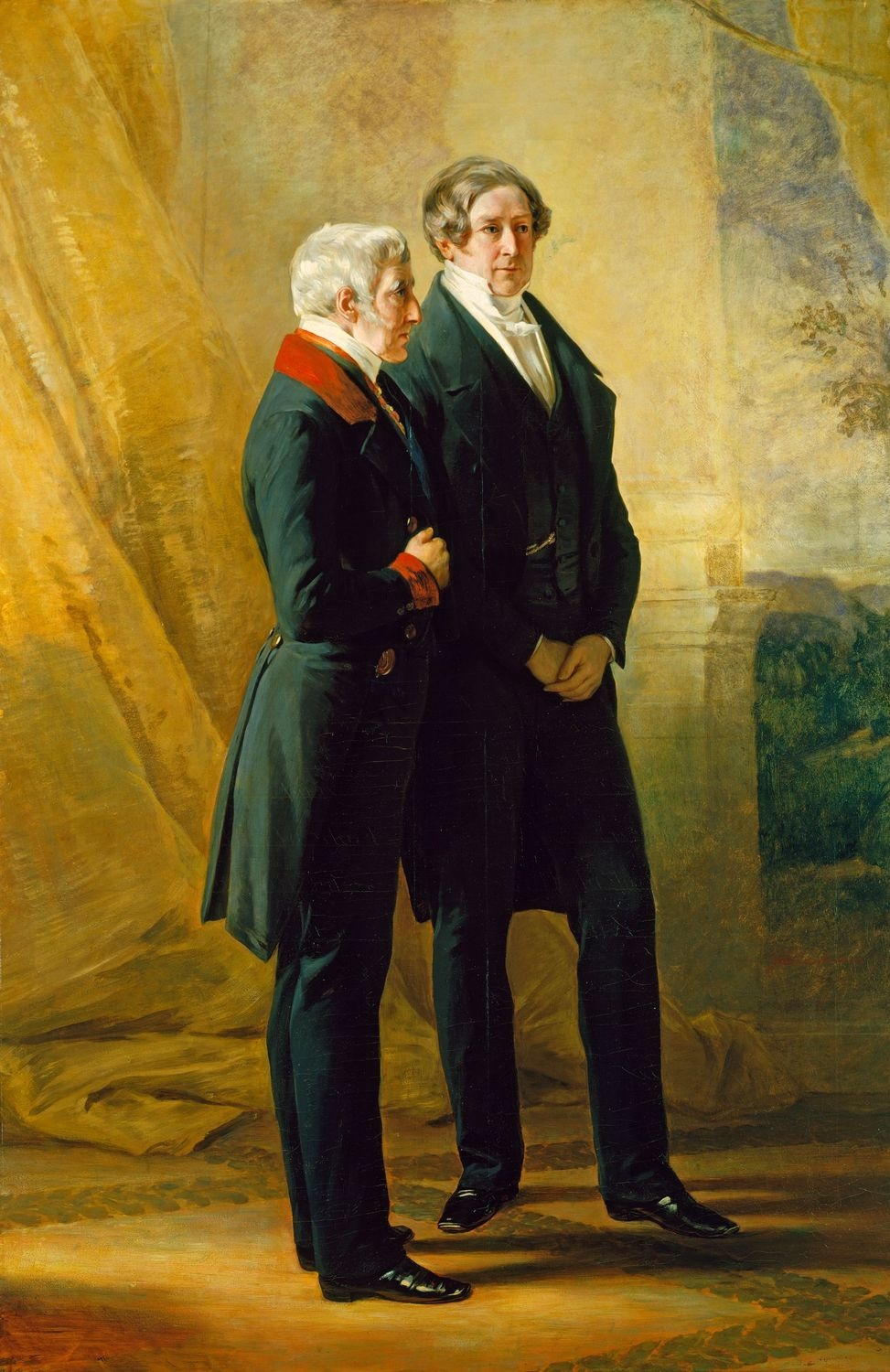
Robert Peel (à droite) en compagnie du duc de Wellington, son mentor en politique. Tableau de Franz Xaver Winterhalter, 1844, Royal Collection.

Les années suivantes sont extrêmement agitées ; la proximité des élections et le sentiment que suffisamment de réformes ont abouti conduit le roi Guillaume IV à inviter le Parti tory à former un nouveau gouvernement, en 1834. Wellington décline l'offre du roi et Peel est choisi naturellement comme Premier ministre. Alors que celui-ci est en Italie, Wellington assure l'intérim pendant trois semaines.
Ce nouveau ministère tory est un gouvernement minoritaire dont l'existence dépend de la bonne volonté libérale. À la suite de la dissolution du Parlement en décembre 1834, des élections générales sont organisées qui voient les tories gagner une centaine de sièges supplémentaires sans obtenir pour autant la majorité. En janvier 1835, Peel fait diffuser le « manifeste de Tamworth », considéré comme l'acte fondateur du Parti conservateur actuel, et dans lequel Peel se déclare en faveur de réformes limitées. Associés aux radicaux irlandais de Daniel O'Connell, les libéraux réussissent à contrecarrer les ambitions législatives du gouvernement. Après environ 100 jours passés au pouvoir, Peel, de guerre lasse, démissionne au profit de Lord Melbourne, chef de file du camp libéral. La seule véritable mesure prise par le premier gouvernement Peel est la création d'une commission chargée d'examiner le fonctionnement de l'Église d'Angleterre.

### Chef de l'opposition
Peel s'attache pendant les six années suivantes à réorganiser le Parti tory, en y attirant notamment Disraeli et Gladstone. En mai 1839, la reine Victoria propose à Peel de former un nouveau gouvernement. Cependant, face à la majorité libérale, Peel juge nécessaire un autre signe de confiance de la reine. Lord Melbourne est un confident de Victoria depuis plusieurs années, et plusieurs des postes les plus élevés dans l'entourage royal sont tenus par des épouses et des parents de leaders libéraux, ce qui donne à Peel le sentiment que la reine est très étroitement liée à ce parti. Il propose alors qu'une partie de cet entourage soit remplacée par des proches du Parti conservateur, provoquant la « crise de la Chambre à coucher » (Bedchamber Crisis). Victoria rejette la proposition malgré les suppliques du duc de Wellington et maintient sa confiance aux libéraux. Peel refuse alors de former un gouvernement et les libéraux gardent le pouvoir.

### Premier ministre (1841-1846)

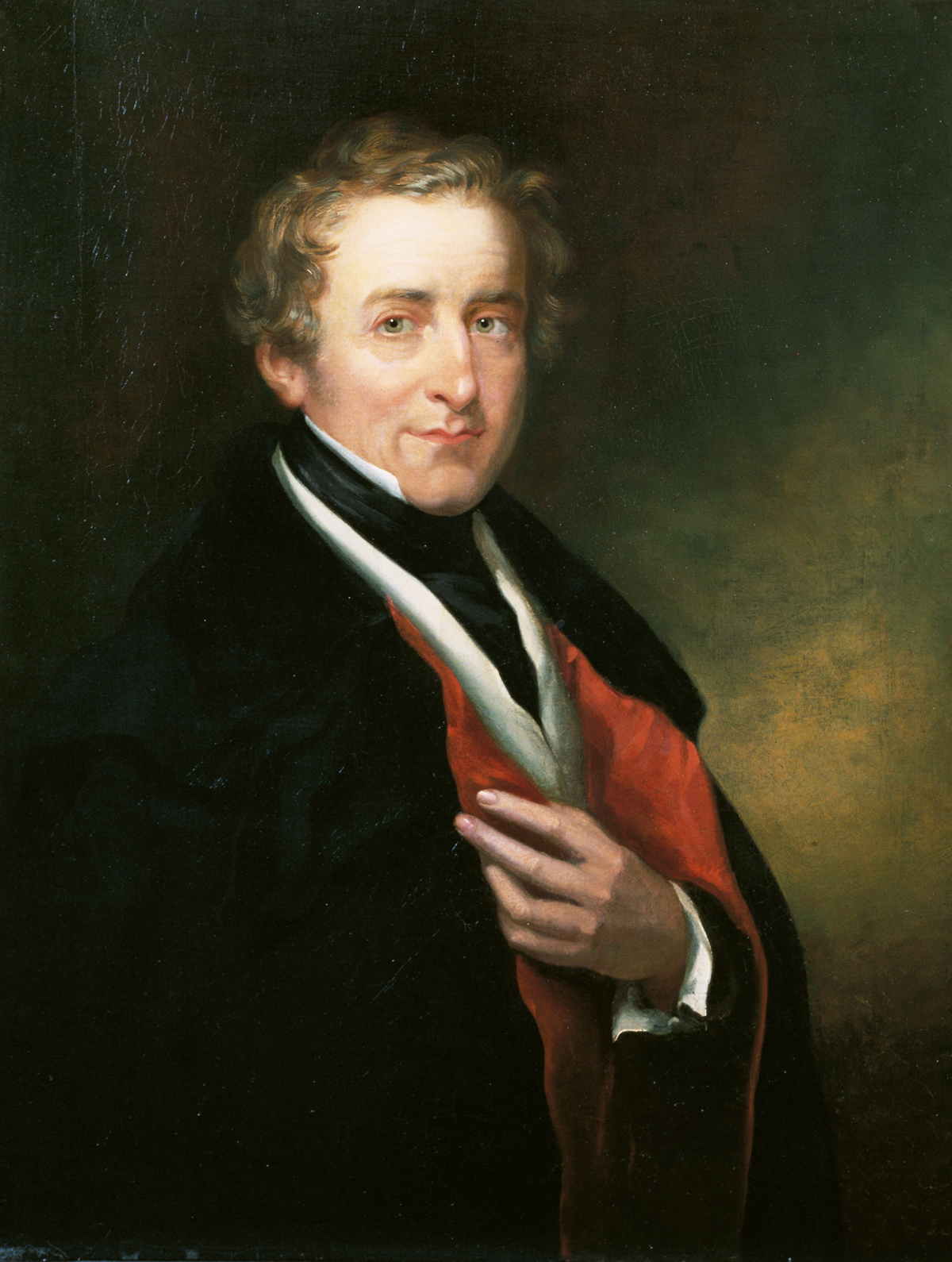
Sir Robert Peel (1788–1850), Premier ministre, huile sur toile de Robert Richard Scanlan, Government Art Collection, Londres.

Aux élections de juillet 1841, les conservateurs remportent la majorité et Peel est nommé Premier ministre le 30 août en remplacement de Lord Melbourne. Alors que la reine Victoria n'a guère d'affection pour Peel depuis l'incident de la « chambre à coucher », le nouveau chef du gouvernement se lie d'amitié avec l'époux de la souveraine, le prince Albert de Saxe-Cobourg-Gotha, qui obtient le renvoi de plusieurs dames d'honneur hostiles aux tories comme Peel l'avait demandé en 1839.
Le cabinet Peel se compose de quatorze membres. Parmi les ministres figurent Lord Aberdeen aux Affaires étrangères, James Graham à l'Intérieur, Lord Ripon à la tête du Bureau de commerce et Henry Goulburn en tant que chancelier de l'Échiquier.

#### Mesures économiques
Peel entre en fonction dans un contexte de récession économique, commencé en 1838. Il hérite en outre du précédent gouvernement whig d'un budget en déficit. Sous son ministère, il fait voter l'impôt sur le revenu et la révision des lois bancaires britanniques. L'historien Llewellyn Woodward résume ainsi le bilan de Peel en matière d'économie : 

« Avant sa défaite en 1846, il avait supprimé les droits de douane sur 605 articles et réduit le taux d'imposition sur la plupart de ceux qui restaient taxables. Il avait ainsi diminué le montant des prélèvements à hauteur de 2 500 000 £ par an, tout en dégageant un excédent. Il remboursa également pour 14 000 000 £ de la dette nationale, abaissa le taux d'intérêt sur 250 000 000 £ d'actions et allégea de la sorte la charge annuelle de la dette de 1 500 000 £. »

#### Réformes sociales
Le début des années 1840 est marqué par la vigueur du mouvement chartiste au sein de la classe ouvrière, qui fait craindre la menace d'une révolution. Ce climat agité favorise l'adoption de mesures sociales sous le gouvernement Peel, ce dernier étant désireux d'apaiser les esprits. À la suite de la publication d'un rapport sur le travail des enfants et des femmes dans les mines de charbon, dont le contenu choque profondément l'opinion publique, le Parlement vote en 1842 le Mines Act qui « interdit l'emploi des femmes et des jeunes filles sous terre, fixe à 10 ans la limite d'âge pour l'emploi des garçons et crée des inspecteurs chargés de faire appliquer la loi et d'en référer à l'autorité centrale ».
En 1844, le Factories Act limite le temps de travail des enfants et des femmes en usine, et fixe des normes de sûreté pour les machines.

#### Abolition des Corn Laws
D'abord opposé à la liberté du commerce et favorable au protectionnisme, il modifie sa position sous l'influence de Richard Cobden et obtient l'abolition des Corn Laws (lois sur les céréales), ouvrant ainsi la voie au libre-échange. Cette coupure radicale avec le protectionnisme des conservateurs est facilitée par l'épouvantable famine irlandaise. Cette mesure soutenue par les libéraux, peu efficace face au désastre humanitaire en Irlande et violemment combattue par les partisans de Derby et Disraeli, provoque une scission au sein du Parti conservateur.
Peel démissionne le 29 juin 1846 et délivre à la Chambre des communes un discours d'adieu dans lequel il fait l'éloge de Cobden.

### Fin de carrière et mort
Par la suite, Peel continue à animer un noyau dur des défenseurs du libre-échange, groupe connu sous le nom de Peelites, jusqu'à être courtisé en 1849 par la coalition whig/radicale. Il continue à tenir ses engagements conservateurs et refuse la proposition. Néanmoins, il reste influent sur plusieurs questions importantes, notamment la promotion du libre-échange britannique avec l'abrogation des lois de navigation. Le 29 juin 1850, Peel fait une grave chute en allant à cheval le long de Constitution Hill à Londres ; il décède trois jours plus tard à l'âge de 62 ans. Dans une lettre au roi des Belges Léopold II, la reine Victoria écrit au sujet de Peel que « le pays porte son deuil comme celui d'un père ». Ses partisans conduits par Lord Aberdeen et William Gladstone, après une première coalition en 1852, finissent par rejoindre le camp libéral.

## Héritage

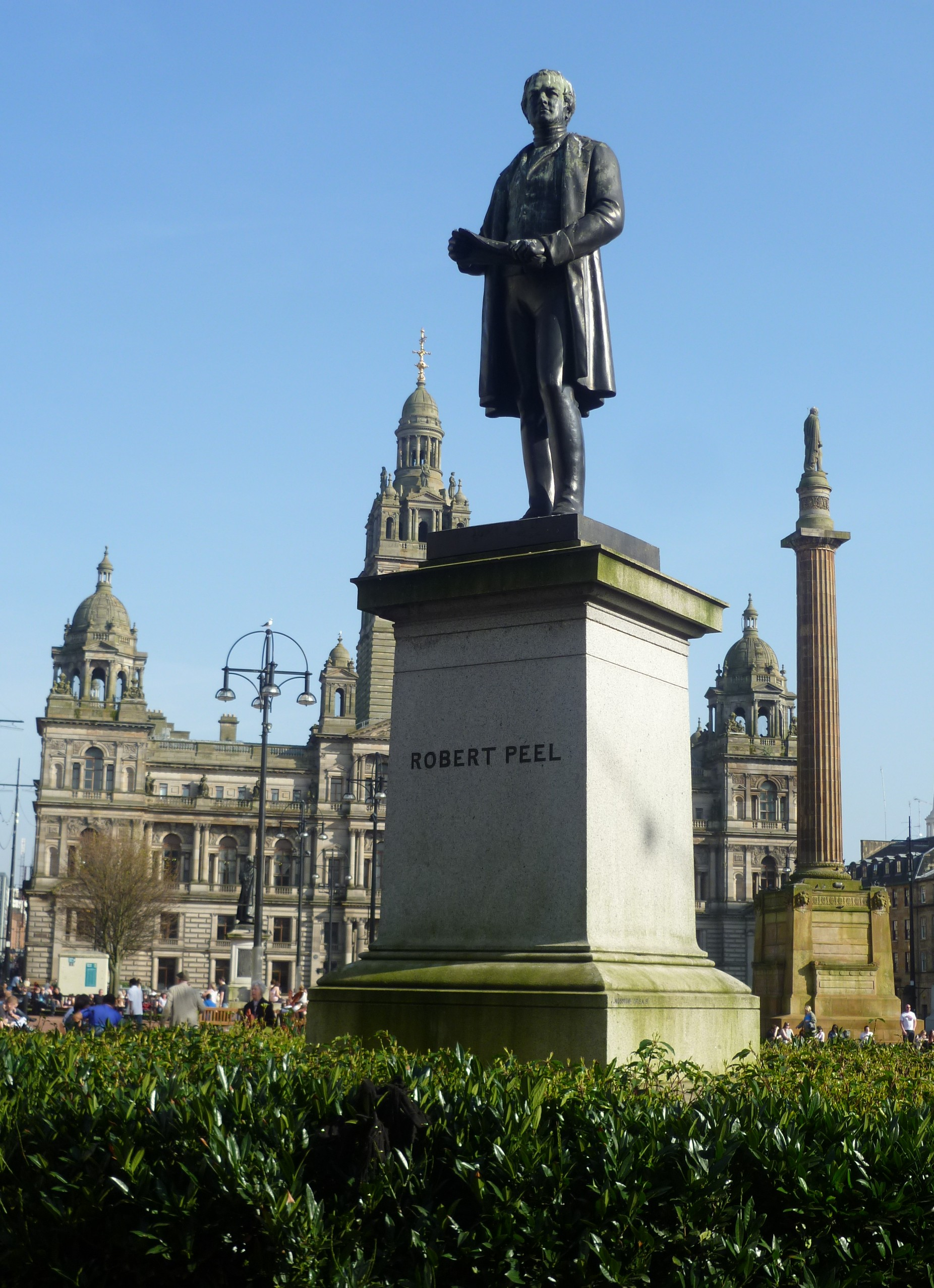
Statue de Robert Peel sur la place de George Square, à Glasgow.

Benjamin Disraeli écrit après la mort de Peel que la postérité se souviendrait de ce dernier comme « le plus formidable membre du Parlement ayant jamais vécu » ; toutefois, Disraeli est beaucoup plus réservé sur son héritage de Premier ministre et surtout en tant que chef de parti, l'accusant d'avoir « détruit » le Parti conservateur. Plus enthousiaste, William Ewart Gladstone considère Peel comme le plus grand homme qu'il a jamais rencontré et l'un des plus compétents à avoir occupé le 10 Downing Street. En 2010, Peel est cité comme le 6e meilleur Premier ministre britannique de tous les temps (derrière Margaret Thatcher mais devant Clement Attlee) dans un sondage mené auprès de six journalistes émérites du Times.
Peel transforme profondément la fonction de Premier ministre. Bourreau de travail, il s'intéresse à tous les domaines d'action de son gouvernement, aussi bien à l'intérieur qu'en politique étrangère, et s'attache à diriger véritablement le cabinet plutôt que de laisser toute latitude à ses ministres, dont l'influence individuelle diminue au profit d'une plus grande cohésion gouvernementale. L'historien britannique A. J. P. Taylor écrit que « Peel figura au premier rang des hommes d'État du XIXe siècle. Il arracha l'émancipation des catholiques ; abrogea les Corn Laws ; et créa le Parti conservateur moderne sur les ruines de l'ancien toryisme ». De son vivant, de nombreux critiques ont qualifié Peel de traître à la cause tory, ou de « loup libéral déguisé en mouton », dans la mesure où ses décisions reflétaient les prises de position du Parti whig. Il véhicule ainsi une image de « renégat » qui le suit tout au long de sa carrière politique.
Pendant une grande partie du XXe siècle, Peel est fréquemment décrit en des termes héroïques dans les milieux universitaires. L'historien Boyd Hilton écrit ainsi qu'il était dépeint comme « le grand patriote conservateur : un gradualiste pragmatique, aussi superbe dans sa compréhension des questions fondamentales qu'adroit dans la gestion des détails administratifs, assez intelligent pour voir au-delà des théories abstraites, un conciliateur qui fit passer la nation avant le parti et établit une politique de consensus ». Le biographe Norman Gash souligne que Peel « regardait d'abord, non pas le parti, mais l'État ; non pas les programmes, mais l'opportunité nationale ». Gash ajoute que parmi ses qualités humaines figuraient « l'habileté administrative, la capacité de travail, l'intégrité personnelle, une exigence très poussée, le sens du devoir [et] un intellect exceptionnel ». Le même historien souligne que ces divers attributs ont joué un rôle important dans la carrière politique de Peel :

« Peel était doté d'une grande intelligence, d'une remarquable intégrité et d'une immense capacité de travail. Homme fier, têtu et au tempérament vif, il avait une passion pour les réalisations créatives ; et la dernière partie de sa vie fut dominée par sa profonde préoccupation pour la condition sociale du pays. Bien que ses grands talents de débatteur et d'administrateur lui assurèrent une place de choix au Parlement, sa sensibilité anormale et sa froideur l'empêchèrent d'être populaire auprès de ses partisans politiques, en dehors du petit cercle de ses amis intimes. En tant qu'administrateur, il fut l'un des plus grands fonctionnaires de l'histoire britannique ; en politique, il fut l'un des principaux architectes de la tradition conservatrice moderne. En insistant sur des changements qui déplaisaient à de nombreux membres de son parti, il contribua à préserver la souplesse du système parlementaire et la survie de l'influence aristocratique. L'abrogation des Corn Laws en 1846 lui valut un immense prestige dans le pays, et sa mort en 1850 provoqua une tristesse sans précédent à l'échelle de la nation depuis la mort de William Pitt en 1806. »

Peel est le premier chef de gouvernement britannique en exercice à avoir été photographié. Il figure également sur la pochette de l'album Sgt. Pepper's Lonely Hearts Club Band des Beatles.

## Vie privée
En mars 1820, Peel se fiance à Julia Floyd (1795-1859), fille du général John Floyd et de sa première femme Rebecca Darke ; le mariage a lieu le 8 juin de la même année. Peel est un époux aimant et fidèle, ce qui fait dire à son biographe John Prest qu'« aucun scandale ne s'est jamais attaché à son nom ». Le couple a sept enfants : 
- Julia Peel (30 avril 1821 - 14 août 1893), mariée le 12 juillet 1841 à George Child Villiers (6e comte de Jersey), dont elle a cinq enfants. Elle se remarie avec Charles Brandling le 12 septembre 1865 ;
- Robert Peel, 3e baronnet (4 mai 1822 - 9 mai 1895), marié le 17 juin 1856 à Lady Emily Hay dont il a cinq enfants ;
- Frederick Peel (26 octobre 1823 - 6 juin 1906), marié à Elizabeth Shelley (nièce du poète Percy Bysshe Shelley ; morte le 30 juillet 1865) puis, en secondes noces, à Janet Pleydell-Bouverie le 3 septembre 1879 ;
- William Peel (2 novembre 1824 - 27 avril 1858) ;
- John Floyd Peel (24 mai 1827 - 21 avril 1910), marié à Annie Jenny en 1851 ;
- Arthur Wellesley Peel (3 août 1829 - 24 octobre 1912), marié le 14 août 1862 à Adelaide Dugdale dont il a sept enfants ;
- Eliza Peel (vers 1832 - avril 1883), mariée le 25 septembre 1855 à Francis Stonor, fils de Thomas Stonor (3e baron Camoys), dont elle a quatre enfants.